# Kalingalan Caluang
Kalingalan Caluang là một đô thị hạng 5 ở tỉnh Sulu, Philippines. Theo điều tra dân số năm 2000, đô thị này có dân số 22.688 người trong 4.162 hộ.

## Các đơn vị hành chính
Kalingalan Caluang được chia thành 9 barangay.
- Kambing
- Kanlagay
- Karungdong (Pob.)
- Masjid Bayle
- Masjid Punjungan
- Pang
- Pangdan Pangdan
- Pitogo
- Tunggol